# سرتشاتي علي ميرزا (سبيدار)
سرتشاتي علي میرزا (بالفارسية: سرچاتی علی میرزا) هي قرية تقع في إيران في قسم سبیدار الريفي.